# The Bridge (Hochhaus)
The Bridge ist ein 40-geschossiger Wolkenkratzer, der derzeit im Warschauer Stadtteil Wola gebaut wird. Das vom Amsterdamer UNStudio entworfene 174 Meter hohe Bürogebäude soll im Laufe des Jahres 2025 fertiggestellt werden und wird dann Polens zehnthöchstes Gebäude sein.

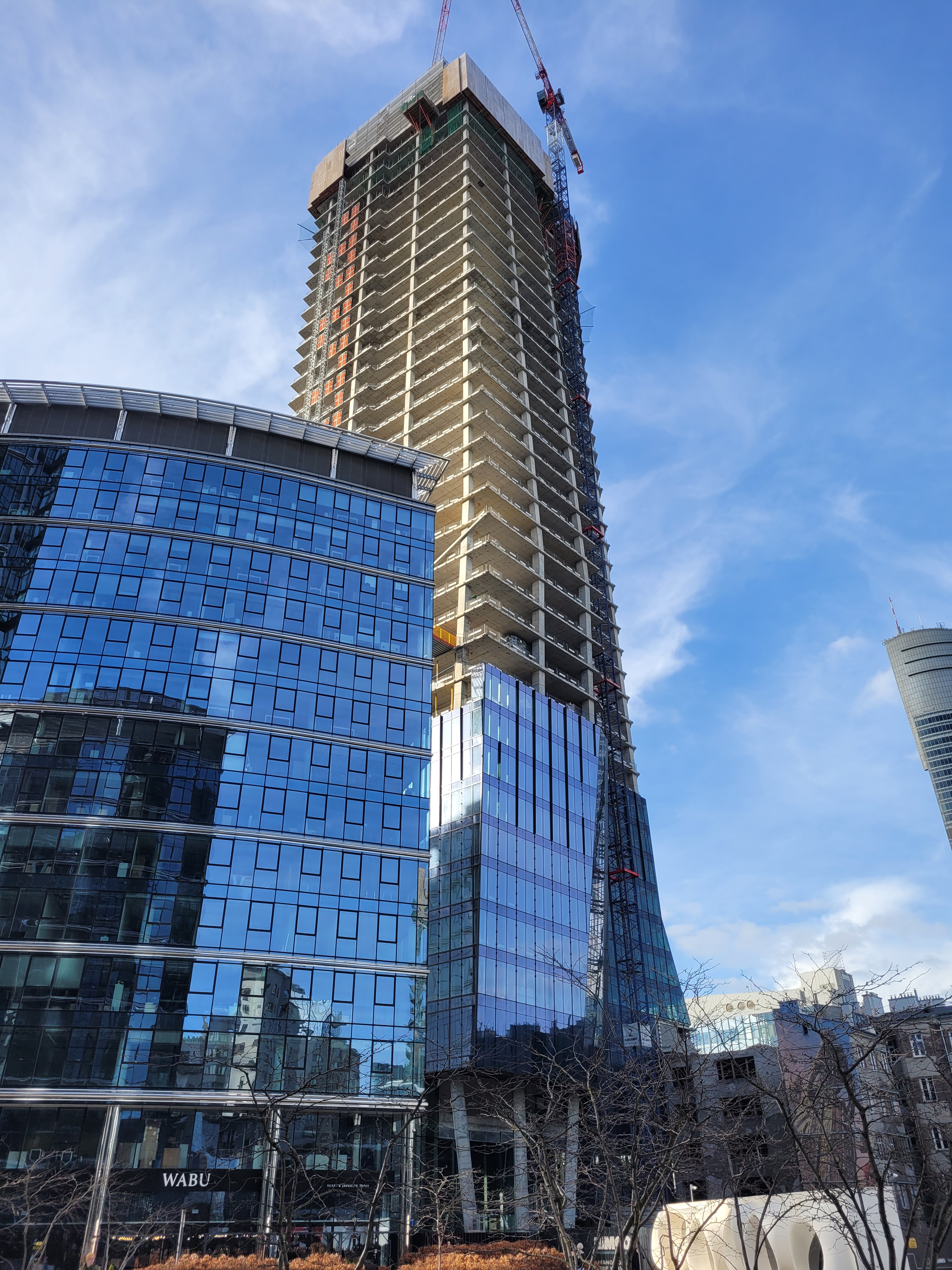
Bauzustand im Februar 2024

## Lage
Das Bauprojekt des belgischen Immobilienentwicklers Ghelamco entsteht am Plac Europejski, an der Kreuzung der Straßen Towarowa und Grzybowska. Der Wolkenkratzer befindet sich in unmittelbarer Nähe des Warsaw Spire, ein ebenfalls von Ghelamco entwickelter Bürokomplex.
Das architektonische Konzept des Gebäudes wurde vom niederländischen UNStudio in Zusammenarbeit mit dem polnisch-belgischen Unternehmen Polsko-Belgijska Pracownia Architektury entworfen.
Die Bezeichnung des Gebäudes The Bridge (die Brücke) geht auf eine Verbindung zum benachbarten Bellona-Gebäude (errichtet 1948 bis 1952) zurück, in dem früher der Hauptsitz des Bellona-Verlags untergebracht war. Die Gebäude werden durch eine gemeinsame Lobby miteinander verbunden, wodurch auch eine symbolische Brücke zwischen der Architektur des alten Gebäudes und der des neuen Turms entstehe.

## Geschichte
Das Konzept des Projekts wurde im Januar 2021 vorgestellt. Der Bau begann im Juli 2021 mit den Arbeiten am Fundament. Im Oktober 2022 wurden die wesentlichen Arbeiten an den unter der Oberfläche liegenden Bauabschnitten (4 Geschosse) abgeschlossen. Seit Ende Dezember 2022 werden Kern- und Obergeschosse errichtet. Im Mai 2023 entstand das achte Stockwerk. Die Arbeiten an der Glasfassade begannen im September 2023. Die Verbindungsbrücke wurde im Februar 2024 fertiggestellt.

## Gebäude und Architektur
Die 40 oberirdischen Stockwerke des Hochhauses bieten 47.000 Quadratmeter Bürofläche. In den vier Untergeschossen werden 287 Kfz-Parkplätze sowie zusätzlich Fahrradstellplätze geschaffen. Das Gebäude wird über Ladegeräte für Elektroautos und einen speziellen Parkplatz mit Ladestationen für Elektrofahrräder und -roller verfügen. The Bridge wird die Gebäudezertifikate WELL und BREEAM erhalten.
Ein charakteristisches Element der unteren Ebene des Turms ist die drei Stockwerke hohe Lobby mit einer Reihe von 13 Meter langen Betonsäulen, die den Buchstaben „V“ bilden. In der obersten Etage des Wolkenkratzers wird eine Open-Sky-Terrasse entstehen, zur Nutzung durch Mieter.